# Yxygodes bekilalis
Yxygodes bekilalis är en fjärilsart som beskrevs av Antoine Fortuné Marion 1954. Yxygodes bekilalis ingår i släktet Yxygodes och familjen mott. Inga underarter finns listade i Catalogue of Life.